# Philoctetes
Philoctetes  (лат.) — род ос-блестянок.

## Распространение
Большинство видов в Голарктике (в Палеарктике более 30 видов). Наибольшее разнообразие видов в Средней Азии и Западном Китае. В Европе около 17 видов.

## Описание
Лицевое углубление гладкое, неопушенное. Паразитируют на песочных осах семейства Crabronidae из подсемейства Pemphredoninae.

## Систематика
Более 30 видов.
- Philoctetes abeillei Du Buysson, 1892
- Philoctetes bidentulus (Lepeletier, 1806)
- Philoctetes bogdanovii (Radoszkowski, 1877)
- Philoctetes caudatus (Abeille de Perrin, 1878)
- Philoctetes chobauti Du Buysson, 1896
- Philoctetes dusmeti Trautmann, 1926
- Philoctetes friesei (Mocsáry, 1889)
- Philoctetes helveticus (Linsenmaier, 1959)
- Philoctetes horvathi (Mocsáry, 1889)
- Philoctetes micans (Klug, 1835)
- Philoctetes omaloides Du Buysson, 1888
- Philoctetes perraudini (Linsenmaier, 1968)
- Philoctetes punctulatus (Dahlbom, 1854)
- Philoctetes putoni (Du Buysson, 1892)
- Philoctetes sareptanus (Mocsáry, 1889)
- Philoctetes tenerifensis (Linsenmaier, 1959)
- Philoctetes truncatus (Dahlbom, 1831)

Дополнение:
- Philoctetes cynthiae Rosa, 2017
- Philoctetes lyubae Rosa, 2017[3]
- Philoctetes pavesii Rosa, 2017[4]